# Menhirs de la Lande de Parsac
Les menhirs de la Lande de Parsac sont un groupe de trois menhirs situés à Saint-Just dans le département français d'Ille-et-Vilaine.

## Description
Les trois menhirs sont en schiste pourpré. Le plus grand est un menhir double : deux dalles de pierre sont dressées parallèlement. Il mesure 2,40 m de hauteur. Le second menhir, renversé, mesure 1 m de long. Le troisième menhir est couché, il mesure 1,40 m de long sur 1,20 m de large.